# Pierre Caurier
Pierre Caurier, né le 29 août 1910 à Sézanne et mort le 5 mars 2008 à Provins, est un ingénieur et homme politique français.

## Biographie
En tant qu'ingénieur opticien, il passe sa carrière à l'usine de Sézanne des établissements Benoist Berthiot, qui après fusion avec Guilbert Routit de Provins devient la société BBGR, filiale d'Essilor. Il est responsable du département optique de précision.
Il est conseiller général de la Marne, pour le canton de Sézanne de 1967 à 1985. Il est maire de Sézanne de 1971 à 1977. Suppléant de Bernard Stasi, quand celui-ci devient ministre des DOM-TOM, il prend sa place comme député à l'Assemblée Nationale (6 mai 1973 - 2 avril 1978), pour la quatrième circonscription de la Marne. Il est membre du groupe Union Centriste.